# Eleição presidencial da Colômbia em 2022
As eleições presidenciais foram realizadas na Colômbia em 29 de maio de 2022. Como nenhum dos candidatos presidenciais obteve pelo menos 50% dos votos, um segundo turno foi realizado em 19 de junho de 2022, entre os dois principais candidatos, Gustavo Petro e Rodolfo Hernández Suárez. Gustavo Petro venceu o segundo turno, tornando-se o primeiro candidato de esquerda a ser eleito presidente da Colômbia.

## Sistema eleitoral
Os presidentes colombianos são eleitos para mandatos de quatro anos usando um sistema de dois turnos; se nenhum candidato obtiver a maioria dos votos no primeiro turno, um segundo turno é realizado entre os dois candidatos mais votados. O vice-presidente é eleito na mesma chapa que o presidente. Os presidentes são limitados a um único mandato de quatro anos e o artigo 191 da Constituição exige que os candidatos sejam colombianos de nascimento e tenham pelo menos trinta anos de idade.
De acordo com a constituição, os cidadãos colombianos por nascimento ou por naturalização, com dezoito anos ou mais, têm direito ao voto. Vários cenários podem causar a perda do direito de voto, conforme previsto na constituição. Cidadãos em centros de detenção podem votar nos estabelecimentos determinados pelo Registro Civil Nacional . A inscrição no registo civil não é automática, devendo o cidadão dirigir-se à secretaria regional da Conservatória para proceder ao registo.
O Ato Legislativo nº 2 de 2015 estabeleceu que o vice-campeão das eleições presidenciais tem assento no Senado e seu candidato a vice-presidente se tornará membro da Câmara dos Deputados .

## Fatos anteriores
Durante a eleição anterior, realizada em 2018, ocorreu um segundo turno, pois nenhum candidato obteve 50% dos votos. Os dois principais candidatos foram o senador Iván Duque do Partido do Centro Democrático e o indicado ao Humane Colombia Gustavo Petro, ex-prefeito de Bogotá e ex- rebelde do M19 . As questões da eleição incluíram o acordo de paz das FARC, corrupção, desemprego e saúde. Duque derrotou Petro por mais de dez pontos percentuais. No entanto, houve alegações subsequentes de fraude e irregularidades. Como vice-campeão, Petro tornou-se senador pelo Ato Legislativo nº 2 de 2015.

### Protestos de 2021
Manifestações generalizadas contra as políticas do presidente Iván Duque ocorreram do final de abril a dezembro de 2021. Em meio à pandemia do COVID-19, que afetou a economia colombiana e em um momento em que as taxas de desemprego eram altas, Duque propôs um aumento de impostos.  Além disso, um projeto de lei controverso foi proposto no Congresso que resultaria na privatização da saúde.  Apesar da maioria dos protestos serem pacíficos, houve casos de vandalismo.  Por outro lado, de acordo com grupos de Direitos Humanos, a polícia reagiu violentamente aos manifestantes em várias instâncias, levando a mortes e supostos casos de agressão sexual.   Como resultado, os protestos levaram à retirada dos projetos de reforma da saúde e da reforma tributária e à renúncia do ministro da Fazenda, Alberto Carrasquilla Barrera .  

## Candidatos

### Resumo dos candidatos
Os seguintes candidatos se inscreveram no Registro Nacional do Estado Civil e aparecerão na cédula da primeira volta.
| Partido/coalizão | Partido/coalizão                    | candidato presidencial | Mais recente cargo político         | Candidato a vice-presidente |
| ---------------- | ----------------------------------- | ---------------------- | ----------------------------------- | --------------------------- |
|                  | Colômbia justa e livre              | João Milton Rodríguez  | Senador da Colômbia (2018–2022)     | Sandra de las Lajas Torres  |
|                  | Pacto histórico para a Colômbia     | Gustavo Petro          | Senador da Colômbia (2018-presente) | Francia Márquez             |
|                  | Coalizão Hope Center                | Sérgio Fajardo         | Governador de Antioquia (2012–2015) | Luis Gilberto Murillo       |
|                  | Liga dos Governadores Anticorrupção | Rodolfo Hernández      | Prefeito de Bucaramanga (2016–2019) | Marelen Castillo            |
|                  | Movimento de Salvação Nacional      | Enrique Gómez          | Sem cargo público prévio            | Carlos Cuartes              |
|                  | Seleção da Colômbia                 | Frederico Gutierrez    | prefeito de Medellín (2016–2019)    | Rodrigo Lara                |

### Retirado
- Íngrid Betancourt, ex-senadora e membro do Partido Verde do Oxigênio . Betancourt anunciou sua candidatura em 18 de janeiro de 2022 [10] e originalmente se juntou à Hope Center Coalition. No entanto, após uma disputa com o pré-candidato da coalizão Alejandro Gaviria, Betancourt declarou em 29 de janeiro que estava deixando a coalizão e concorreria como candidata independente sob seu próprio partido Oxygen Green (espanhol: Verde Oxígeno ).[11] Após uma má exibição nas pesquisas, Betancourt se retirou da corrida em 20 de maio de 2022 e endossou Rodolfo Hernández .[12]

## Campanha
O economista, ex-guerrilheiro e ex-prefeito de Bogotá Gustavo Petro, ex-candidato nas eleições presidenciais colombianas de 2018, manteve a liderança na maioria das pesquisas de opinião e pode se tornar o primeiro presidente da Colômbia de uma coalizão de esquerda . Seu partido político, Humane Colombia, promoveu a criação da coalizão Pacto Histórico pela Colômbia, que inclui movimentos sociais, associações socialistas, ambientalistas e feministas . A diversidade ideológica da coalizão é vista como fonte de tensão interna, e Petro vem tentando conquistar mais da classe média durante sua campanha, o que o levou a moderar seu programa econômico e suas críticas ao setor privado, enquanto tentando se distanciar da Venezuela, que antes apoiava; ele mantém sua posição de restabelecer as relações bilaterais com o governo de Nicolás Maduro . Ele critica o sistema econômico neoliberal da Colômbia e sua dependência de petróleo e gás. Ele defende propostas progressistas sobre os direitos das mulheres e questões LGBTQ, e apoia um acordo de paz entre o Estado e os guerrilheiros. As propostas da Petro para mudar o modelo econômico do país, acumulando impostos sobre proprietários improdutivos de terras e abandonando petróleo e carvão por energia limpa, incomodaram os investidores. Alguns temem que seus esforços para transferir a riqueza dos ricos para os pobres possam transformar a Colômbia em outra Venezuela. Os críticos afirmam que suas ideias também são semelhantes aos primeiros dias do governo de Hugo Chávez na Venezuela. Durante a campanha, Petro e sua companheira de chapa Francia Márquez enfrentaram inúmeras ameaças de morte de grupos paramilitares. Petro cancelou comícios na região cafeeira da Colômbia no início de maio de 2022, depois que sua equipe de segurança descobriu um suposto complô da gangue La Cordillera. Em resposta a esta e muitas outras situações semelhantes, 90 funcionários eleitos e personalidades proeminentes de mais de 20 países assinaram uma carta aberta expressando preocupação e condenação de tentativas de violência política contra Márquez e Petro. A carta também destacou o assassinato de mais de 50 líderes sociais, sindicalistas, ambientalistas e outros representantes da comunidade em 2022. Os signatários da carta incluíam o ex-presidente equatoriano Rafael Correa, o linguista e filósofo americano Noam Chomsky e o membro da Assembleia Nacional francesa Jean-Luc Mélenchon .